# Okolona (Kentucky)
Okolona é uma Região censo-designada localizada no estado americano de Kentucky, no Condado de Jefferson.

## Demografia
Segundo o censo americano de 2000, a sua população era de 17.807 habitantes.

## Geografia
De acordo com o United States Census Bureau tem uma área de
17,9 km², dos quais 17,9 km² cobertos por terra e 0,0 km² cobertos por água.

## Localidades na vizinhança
O diagrama seguinte representa as localidades num raio de 8 km ao redor de Okolona.